# Artificiell horisont
En artificiell horisont är ett instrument eller hjälpmedel som definierar horisontalplanet när den verkliga horisonten inte är tillgänglig - exempelvis på grund av dimma, topografiska hinder eller mörker. De första användningarna av artificiella horisonter var inom astronomi, navigation och geodesi för altitudbestämningar av himlakroppar med hjälp av olika instrument (som sextanter) - se kvicksilverhorisont. Numera har artificiella horisonter alltmer kommit att användas för att ange olika farkosters (som flygplan eller fartyg) läge (attityd) i förhållande till horisontalplanet  - se attitydindikator.